# Mannos

Olika former av mannos. D-mannos (vänster) och L-mannos (höger).

Mannos med förkortningen Man är en kolhydrat den kemiska formeln C6H12O6. Mannos är en monosackarid och en viktig hexos. Den finns i stora mängder i cellväggarna hos barrträd, och är även en beståndsdel i många proteiner. Man kan utvinna dem ur frön från elfenbenspalmen. Fröna är hårda och vita och kallas ibland för stennötter.
Ramnos är en metylpentos som liknar mannos, den är vanlig i växter.
I polysackariden mannan ingår mannos. Mannan finns i till exempel bakteriers och svampars cellmembran.

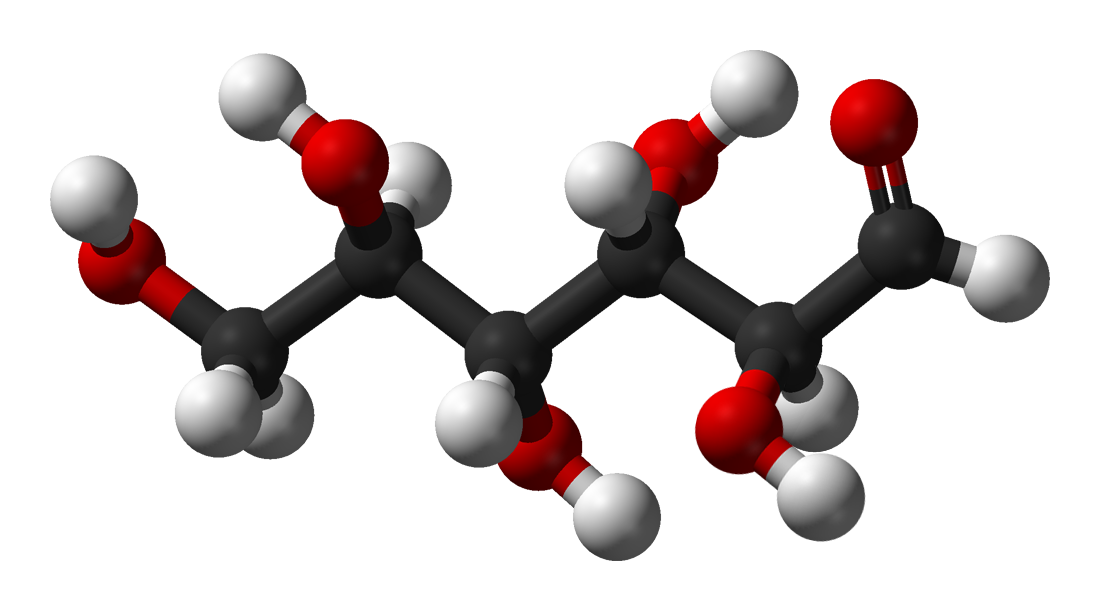
Molekylmodell